# Isochromodes palumbata
Isochromodes palumbata är en fjärilsart som beskrevs av W. Warren 1904. Isochromodes palumbata ingår i släktet Isochromodes och familjen mätare. Inga underarter finns listade i Catalogue of Life.